# 宇都宮市立清原北小学校
宇都宮市立清原北小学校（うつのみやしりつ きよはらきたしょうがっこう）は、栃木県宇都宮市板戸町にある小規模特認校の公立小学校。

## 沿革
- 1873年（明治6年）10月 - 宝泉寺を校舎に芳賀郡稲毛田村立格致館分舎慎微舎として開校
- 1884年（明治15年）5月 - 中板戸字前原に校舎を新築移転
- 1887年（明治18年）4月1日 - 板戸尋常小学校と改称
- 1880年（明治21年）4月 - 道場宿小学校板戸分校と改称
- 1902年（明治35年）9月28日 - 暴風雨のため校舎倒壊。10月15日より宝泉寺の堂宇を借用
- 1915年（大正4年）5月24日 - 現在地に移転し清原尋常小学校北校と改称、この日を創立記念日と定める
- 1941年（昭和16年）4月1日 - 清原村立清原北国民学校と改称
- 1947年（昭和22年）4月1日 - 学制改革により清原村立清原北小学校と改称
- 1954年（昭和29年）8月10日 - 宇都宮市と合併により、宇都宮市立清原北小学校と改称
- 2005年（平成17年）4月1日 - 小規模特認校制度実施開始

## 特認校
2003年11月27日、清原北小学校と城山西小学校は、今後5年間で複式学級が解消されなければ近隣校へ統合と報道されたが、地域の自治会は、板戸には最終処分場という迷惑施設があるのだから、小学校がなくなることはないだろうと楽観視しており学校存続へ地域がまとまるのは時間がかかった。2004年11月に放課後等活動組織KASAを設立。保護者が運営するものとして当初はPTA執行部がKASA役員を兼任していた。
特認校制度により、会話科を新設し、エフエム栃木のアナウンサー 鹿島田千帆による授業やエフエム栃木でのスタジオ収録などを行った。
KASA（カーサ。清原北小学校から「K」、放課後の英語（after school）から「AS」、活動の英語（activity）から「A」）をとり命名。市内全域から通う児童を、放課後から午後7時まで預かるほか、夏休み等の長期休暇時も土日祝日を除き朝から開く。専属の指導員として3人が配置されている。

### 児童数
出典
| 年度           | 児童数 | 備考        |
| -------------- | ------ | ----------- |
| 2003（平成15） | 49     | 創立130周年 |
| 2004（平成16） | 43     |             |
| 2005（平成17） | 50     | 特認校開始  |
| 2006（平成18） | 61     |             |
| 2007（平成19） | 71     |             |
| 2008（平成20） | 93     |             |
| 2009（平成21） | 114    | 存続決定    |
| 2010（平成22） | 125    |             |
| 2011（平成23） | 124    |             |
| 2012（平成24） | 125    |             |
| 2013（平成25） | 121    | 創立140周年 |

## 通学区域と進学先
- 学区は、宇都宮市板戸町、ゆいの杜2丁目の一部[8]
- 小規模特認校として、宇都宮市全域からの通学が可能だが、スクールバスはなく、保護者による送迎が必要。
- 進学先は宇都宮市立清原中学校となる。学区外児童は居住地の中学校へ進学するか清原中学校へ進学するか選択できる。

## 交通
- 公共交通：宇都宮芳賀ライトレール線 ゆいの杜西停留場より北へ約3.8km
清原北小学校とゆいの杜西停留所を結ぶデマンド型の板戸のぞみ号の運行はあるが、事前登録の地区住民のみが利用できる。